# Glena furfuraria
Glena furfuraria är en fjärilsart som beskrevs av George Duryea Hulst 1888. Glena furfuraria ingår i släktet Glena och familjen mätare. Inga underarter finns listade i Catalogue of Life.